# Andrew Payne
Andrew Payne est un scénariste et dramaturge anglais.

## Carrière

### En tant que dramaturge
- 2006 : Squash et Synopsis[2] (Then What, Squash), Éditions des Quatre-Vents, adaptation Vanessa Chouraqui et Robert Plagnol, mise en scène Patrice Kerbrat, avec Benjamin Boyer et Robert Plagnol, Petit Montparnasse. Reprise en 2009 au Théâtre de la Commune
- 2008 : Le Plan B (The Plan), Éditions des Quatre-Vents, adaptation Vanessa Chouraqui et Robert Plagnol, mise en scène Michel Fagadau, avec Aure Atika, Thomas Chabrol, Robert Plagnol et Natacha Régnier, Studio des Champs-Élysées
- 2013 : En Réunion[3] (The Meeting), adaptation Robert Plagnol, mise en scène Patrice Kerbrat, avec Swann Arlaud, Anne Bouvier, Patrice Kerbrat et Robert Plagnol
- 2015 : La Femme de ma vie[4] (Don't go there), monologue adapté et lu par Robert Plagnol, mise en espace Gilles Bannier chez Paul Smith

### En tant que scénariste
- 2002 : Pie in the Sky (en) (série télévisée)
- 2005 : Malice Aforethought (Téléfilm)
- 2007 : The time of Your Life (série télévisée)
- 2002-2011 : Inspecteur Barnaby (série télévisée)
- 2012 : DCI Banks (série télévisée)